# یواس‌اس پرمیت (اس‌اس-۱۷۸)
یواس‌اس پرمیت (اس‌اس-۱۷۸) (به انگلیسی: USS Permit (SS-178)) یک زیردریایی بود که طول آن ۲۹۸ فوت (۹۱ متر) بود. این زیردریایی در سال ۱۹۳۶ ساخته شد.